# آرگو فی (ایلینوی)
آرگو فی (به انگلیسی: Argo Fay) یک منطقهٔ مسکونی در ایالات متحده آمریکا است که در شهرستان کرول، ایلینوی واقع شده است. آرگو فی ۱۹۶٫۹ متر بالاتر از سطح دریا واقع شده است.